# بوریس رادونوویچ
بوریس رادونوویچ (سیریلیک صربی: Борис Радуновић؛ زادهٔ ۲۶ مهٔ ۱۹۹۶) بازیکن فوتبال اهل صربستان است.
از باشگاه‌هایی که در آن بازی کرده‌است می‌توان به باشگاه فوتبال راد و باشگاه فوتبال آتالانتا اشاره کرد.
وی همچنین در تیم ملی فوتبال زیر ۲۱ سال صربستان بازی کرده‌است.